# 长尾鹦雀
长尾鹦雀（学名：Erythrura prasina）是梅花雀科鹦雀属的一种，为东南亚的常见鸟种，主要分布于马来西亚、文莱、柬埔寨、印度尼西亚、老挝、缅甸和泰国。其全球活动范围有10,000,000平方千米。分布于亚热带或热带的山地及低地湿润森林。该物种的保护状况被评为无危。